# 國民西敏銀行
國民西敏銀行（National Westminster Bank Plc，縮寫：NatWest）是英國的大型零售和商業銀行之一，該銀行在1968年由國民地方銀行和西敏銀行合併而成，現屬國民西敏集團所有。在愛爾蘭，該銀行通過其子公司阿爾斯特銀行來運營。

## 外部連結
- National Westminster Bank（页面存档备份，存于）
- The Royal Bank of Scotland Group（页面存档备份，存于）